# Lucas Bauer (Schauspieler)
Lucas Bauer (* 14. August 1994 in München) ist ein deutscher Schauspieler.

## Wirken
Bei Dahoam is Dahoam spielte er von Folge 1005 (10. Oktober 2012) bis Folge 2384 (29. August 2019) als Patrick Westenrieder mit.
In der 20. Staffel von Rote Rosen spielte Bauer die Rolle des Finn Schmidt. Die Handlung seiner Figur bezog sich auf die Liebe mit einer transsexuellen Frau.

## Filmografie (Auswahl)
- 2006: Schwere Jungs (Film)
- 2010: Amok (Kurzfilm)
- 2012–2023, 2025: Dahoam is Dahoam (Fernsehserie)
- 2015: München 7 (Krimiserie)
- 2017: Hart Beat
- 2017: Wannadie
- 2017: Alarm für Cobra 11 – Die Autobahnpolizei[2] (Fernsehserie)
- 2019: SOKO München (Fernsehserie, Folge: Verkaufte Liebe)
- 2019: Das Traumschiff – Antigua
- 2020: Das Traumschiff – Kolumbien
- 2021: Die Chefin
- 2022: Hubert ohne Staller (Fernsehserie, Folge: Das verräterische Herz)
- 2022–2023: Rote Rosen
- 2025: Lena Lorenz – Gefährliche Liebe, Blinder Passagier